# Частота дихальних рухів

Діафрагмальний (черевний) тип дихання у людини

Частота дихальних рухів — число дихальних рухів (циклів вдих-видих) за одиницю часу (зазвичай хвилину). Є одним з основних і найстаріших біомаркерів.
Підрахунок числа дихальних рухів здійснюється за кількістю переміщень грудної клітини і передньої черевної стінки. Зазвичай у ході об'єктивного дослідження спочатку визначають і підраховують пульс, а потім — число дихальних рухів за хвилину, визначають тип дихання (грудний, черевний або змішаний), глибину і його ритм.

## Частота дихання у людини

### У дорослих
Здорова доросла людина в стані фізіологічного спокою здійснює в середньому 12 до 24 дихальні рухи, у новонароджених дітей частота дихання у спокої 40-60 в
хвилину , частота яких поступово знижується з віком. Уві сні дихання скорочується до 12-14 в хвилину, а при фізичному навантаженні, емоційному збудженні або після рясного прийому їжі — закономірно частішає.
Патологічне почастішання дихання (тахіпное) розвивається в результаті наявності деяких патологічних станів:
1. звуження просвіту дрібних бронхів при їх спазмі, або дифузному запаленні їх слизової оболонки (бронхіоліт), які перешкоджають нормальному надходженню повітря в альвеоли;
2. зменшення дихальної поверхні легень (запалення легенів — крупозна або вірусна пневмонія, туберкульоз легенів, спадання легені (ателектаз); в результаті здавлення легені — ексудативний плеврит, гідроторакс, пневмоторакс, пухлина середостіння; при обтурації або здавленні головного бронха пухлиною; при інфаркті легені в результаті закупорки тромбом або емболом гілки легеневого стовбура; при різковираженій емфіземі легенів і переповненні їх кров'ю при набряку на фоні патології серцево-судинної системи);
3. недостатньої глибини дихання (поверхневе дихання) при різких болях в грудній клітці (сухий плеврит, діафрагматит, гострий міозит, міжреберна невралгія, перелом ребер, або розвиток в них метастазів злоякісної пухлини); при різкому підвищенні внутрішньочеревного тиску і високому рівні стояння діафрагми (асцит, метеоризм, пізні строки вагітності) і при істерії.

Патологічне ураження дихання (брадипное) може бути викликане:
1. підвищенням внутрішньочерепного тиску (пухлина головного мозку, менінгіт, крововилив у мозок, набряк мозку);
2. впливом на дихальний центр токсичних продуктів метаболізму, що накопичилися в значних кількостях у крові  (уремія, печінкова або діабетична кома, деякі гострі інфекційні захворювання та отруєння).

### У дітей
У здорової дитини візуально відзначається синхронна участь в акті дихання обох половин грудної клітки. Для визначення ступеня рухливості (екскурсії) грудної клітки сантиметровою стрічкою вимірюють окружність грудної клітки на рівні сосків спереду, а ззаду під кутами лопаток. При огляді звертають увагу на тип дихання. Підрахунок числа дихальних рухів проводять протягом хвилини, коли дитина спокійна або спить. У новонароджених і дітей раннього віку можна користуватися м'яким стетоскопом, розтруб якого тримають біля носа обстежуваної дитини. Даний спосіб дозволяє підрахувати число дихальних рухів, не роздягаючи дитину. Іноді цим способом вдається вислухати хрипи, характерні для бронхіту, бронхіоліту або пневмонії.
У новонароджених може відзначатися періодичне дихання — чергування регулярного дихання з нерегулярним. Це вважається нормальним для цього віку.
| Вік           | Частота дихання (/хв) | Пульс (ударів/хв) | Систолічний кров'яний тиск (mm Hg) |
| ------------- | --------------------- | ----------------- | ---------------------------------- |
| Новонароджена | 30-60                 | 100-160           | 50-70                              |
| 1-6 тижнів.   | 30-60                 | 100-160           | 70-95                              |
| 6 міс.        | 25-40                 | 90-120            | 80-100                             |
| 1 р.          | 20-40                 | 90-120            | 80-100                             |
| 3 р.          | 20-30                 | 80-120            | 80-100                             |
| 6 р.          | 12-25                 | 70-110            | 80-100                             |
| 10 р.         | 12-20                 | 60-90             | 90-120                             |